# エームンド (スウェーデン王)
エームンド老王（スウェーデン語：Emund den gamle、古スウェーデン語：Æmunðærgamlæ、Æmunðærgammal、Æmunðærslemæ、1000年頃? - 1060年）は、スウェーデン王（在位：1050年 - 1060年）。

## 生涯
エームンドは1000年頃に生まれたとされる。父はスウェーデン王オーロフ・シェートコヌング、母はオーロフの愛人エドラといわれる。

### 王位継承
1050年に弟アーヌンド・ヤーコブが子を残さず死んだ。そしてアーヌンドの兄にあたるエームンドが即位したが、その治世についてはわかっていないことが多く、そのためエームンドがどのような功績を残したかもわからない。エームンドにも男子がおらず、その死によりユングリング朝は断絶した。王位はエームンドの娘婿のステンキルが継いでステンキル朝が始まった。年老いてから即位したため、老王（den gamle）と呼ばれた。

## その他の情報源
- Sawyer, Peter (1997), The Oxford Illustrated History of the Vikings. Oxford: Oxford University Press.
- Ohlmarks, Åke (1973), Alla Sveriges drottningar. Stockholm: Gebers.